# Masacre de Yágidne
Tras la invasión rusa a gran escala de Ucrania durante la ocupación de la aldea de Yagidne, distrito de Chernihiv, región de Chernihiv, en marzo de 2022, personal de las Fuerzas Armadas de la Federación Rusa mató a 17 civiles en la aldea. Un residente local secuestrado por los rusos se considera desaparecido. En los medios de comunicación, el sótano al que los rusos expulsaron a los residentes locales y en el que murieron 10 rehenes durante 17 días debido a las difíciles condiciones se denomina a veces "campo de concentración" .

## Curso de los eventos
El 3 de marzo de 2022 , Yagidne fue ocupada por tropas rusas.
Tras la toma de la aldea, las fuerzas militares rusas iniciaron la confiscación de los teléfonos móviles de los habitantes locales y procedieron a inspeccionarlos en busca de tatuajes patrióticos o prendas de vestir militares.  . Los rusos expulsaron a la gente de sus propios hogares y refugios para establecer allí su propio alojamiento.
El 3 de marzo, las fuerzas militares rusas establecieron su propio centro de mando en un edificio escolar. En las salas subterráneas de este edificio, llevaron por la fuerza a más de 350 civiles, entre los cuales había 77 niños, incluyendo 5 bebés, crear un "escudo humano". En la sala más grande  se alojaron 150 personas. No había ventilación ni sanitarios en el local, había un bajo nivel sanitario, faltaba comida, era imposible preparar la comida. Como recuerdan los residentes locales, sólo se les permitía salir a la calle una vez al día, tenían que dormir sentados debido al hacinamiento y la ración de comida era de 200 gramos de sopa. Debido a las difíciles condiciones de vida, 10 rehenes murieron en el sótano del 9 al 28 de marzo. Al principio estaba prohibido enterrar a los muertos, por lo que se guardaban en la sala de calderas de la escuela. Durante todo este tiempo, los ocupantes sólo permitieron enterrar a los muertos dos veces. Durante uno de los entierros, los soldados rusos dispararon contra los residentes que enterraban a los muertos, como resultado de lo cual 4 personas resultaron heridas.
Durante la ocupación, las fuerzas rusas ingresaron violentamente en las viviendas de la aldea, saquearon y devastaron propiedades de los habitantes, causaron la muerte de ganado y animales domésticos, sembraron minas en la zona, además de secuestrar, torturar y ejecutar a civiles     . Los rusos destruyeron completamente 16 casas y dañaron 148 de 180 casas en Yagidny.
Las operaciones de liberación del pueblo comenzaron el 31 de marzo de 2022. El 3 de abril de 2022, Yagidne fue liberada de las tropas rusas. 

## Víctimas
La fiscalía ucraniana determinó que durante la ocupación,los militares rusos de la 55ª brigada independiente de fusileros motorizados (unidad militar 55115)de las Fuerzas Armadas rusas mataron a 17 residentes locales  .
| El nombre de la víctima. | Datos |
| ------------------------ | --- |
| Leonid Hryshchenko       | Residente local, cazador. Baleado el 3 de marzo, cuando intentaba defender el pueblo de la ocupación con un arma. Según los lugareños, logró eliminar a un ocupante ruso y herir a otro . |
| Víctor Shevchenko        | 50 años, residente local, cazador. Filmado el 3 de marzo . |
| Anatoly Yaniuk           | Asesinado el 3 de marzo por las palabras "¡Gloria a Ucrania!" . |
| K. Bykovets              | Asesinado entre el 3 y el 5 de marzo . |
| Petro Kovalenko          | Muerto el 4 de marzo durante el bombardeo del coche en el que viajaba con su familia en la carretera cerca de Yagidny .                                                                   |
| Verónica Kovalenko       | 12 años. Muerta el 4 de marzo durante el bombardeo del coche en el que se encontraba en la carretera cerca de Yagidny .                                                                   |
| Roman Nezhiborets        | El ingeniero de vídeo del canal de televisión "Ditynets" (Chernihiv), secuestrado en su casa el 5 de marzo, fue encontrado muerto a tiros en el sótano de una de las casas locales el .   |
| S.Rádchenko              | Muerto como resultado de la explosión de un proyectil el 9 de marzo . |
| I. Potsiluyko            | Asesinado el 1 de abril . |
| Viktor Kyryk             | Muerto durante el bombardeo de su coche en la carretera cerca de Yagidny . |
| hombre no identificado   | Disparo desde un coche en la carretera cerca de Yagidny . |

Una decena de ancianos residentes de la localidad fallecieron en el subsuelo de la escuela a causa de las condiciones precarias, la falta de ventilación, así como la escasez de alimentos y agua.    . Otro residente secuestrado por los rusos, T. Shevchenko se considera desaparecido   .

## Investigación
La Fiscalía Regional de Chernihiv inició una investigación penal por violación de las normas y convenciones de la guerra, en conjunto con homicidio premeditado (Parte 2 del artículo 438 del Código Penal de Ucrania )  . El SBU está investigando el caso  . El 8 de junio de 2022, la Fiscalía de Ucrania notificó la sospecha de nueve militares rusos de la 55.ª Brigada Separada de Fusileros Motorizados (unidad militar 55115) de las Fuerzas Armadas de la Federación Rusa:
- Siin-ool Suwan — el comandante de la rama del 1.er pelotón de morteros de la batería de morteros
- Aigarim Mongush — soldado del 3.er pelotón de morteros de la 2.ª batería de morteros
- Naziti Mongush, conocido como sargento del segundo pelotón de morteros de la segunda batería de morteros.
- Herejía Oorjak, que se desempeña como cabo del tercer pelotón de morteros de la segunda batería de morteros.
- Arian Hurtek, un soldado asignado al segundo pelotón de morteros de la segunda batería de morteros.
- Sayan Khomushko — soldado del 2.º pelotón de morteros de la 2.ª batería de morteros
- Ivan Oorzhak — militar del 3.º pelotón de morteros de la batería de morteros de la 2.ª brigada mecanizada
- chayán chino — militar del 2.º pelotón de morteros de la batería de morteros de la 2.ª brigada mecanizada
- Kezhik-ool Shaktar-ool — militar de la 1.ª sección de morteros de la batería de morteros de la 2.ª brigada mecanizada